# Hyacinth Harmegnies
Hyacinth Harmegnies, né le 30 juillet 1892 à Dour et mort le 28 octobre 1973 à Baudour, est un homme politique socialiste belge.

## Carrière politique
Hyacinth Harmegnies fut bourgmestre de Dour de 1944 à sa mort, conseiller provincial du Hainaut de 1925 à 1936, sénateur de l'arrondissement de Mons-Soignies de 1936 à 1968 et questeur du Sénat.

## Sources
- eDoc-Dour
- Alain Jouret, Harmegnies Hyacinth, dans 1000 personnalités de Mons et de la région. Dictionnaire biographique, Waterloo, 2015, p. 448 et 449.

- Ressource relative à plusieurs domaines :   - ODIS
- Notice dans un dictionnaire ou une encyclopédie généraliste :   - Biographie nationale de Belgique